# Piero Ciampi

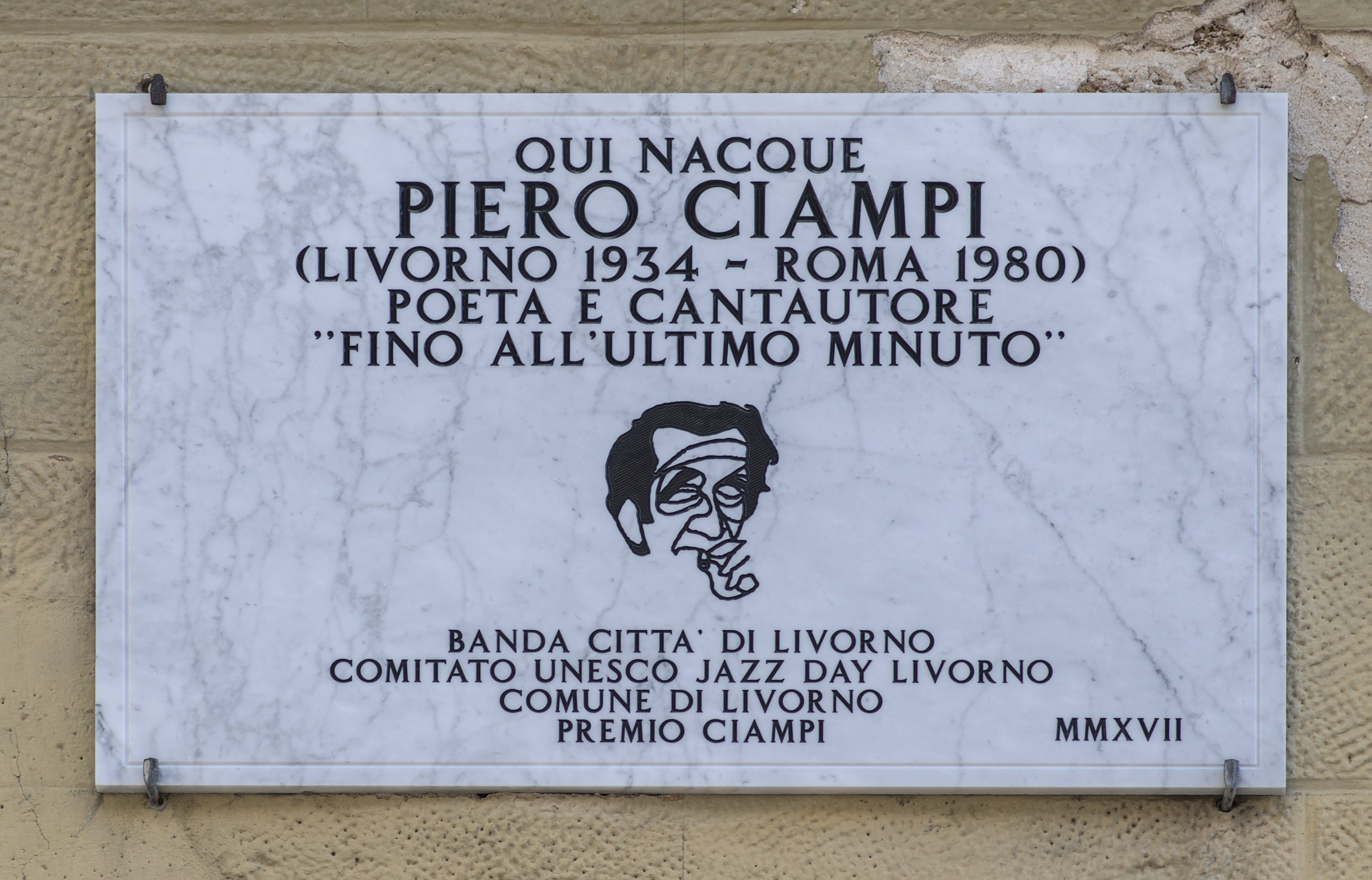
Gedenktafel an Ciampis Geburtshaus in Livorno

Piero Ciampi (* 28. September 1934 in Livorno; † 19. Januar 1980 in Rom) war ein italienischer Lyriker, Komponist und Cantautore. In den ersten Jahren seines Schaffens nutzte er das Pseudonym Piero Litaliano. Zu seinen bekanntesten Werken gehören Adius, Il vino und Ha Tutte Le Carte In Regola. Ciampi ist Namensgeber des Musikwettbewerbs Premio Ciampi, der seit 1995 jährlich in seiner Heimatstadt Livorno veranstaltet wird.

## Biografie

### Herkunft

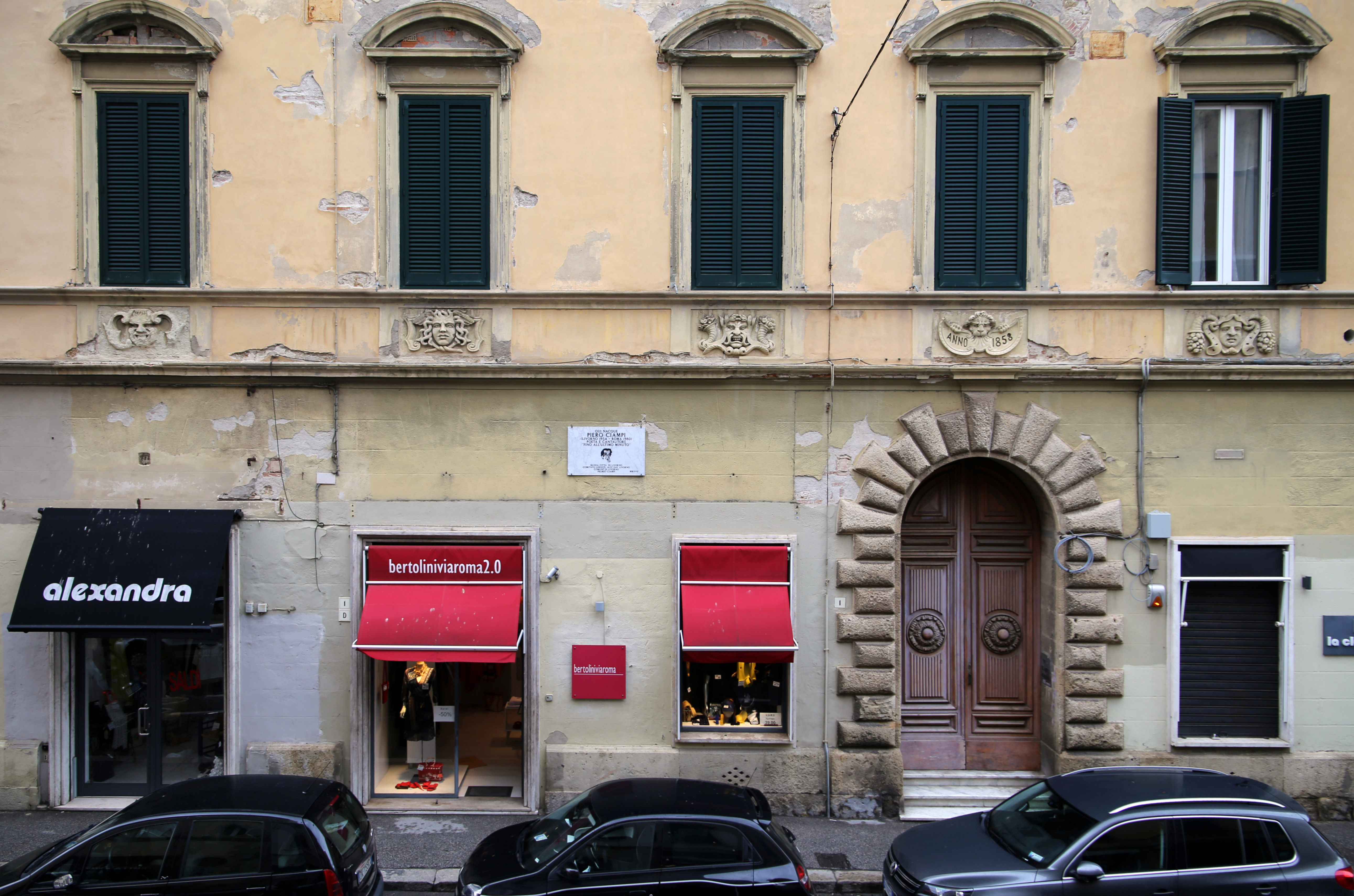
Ciampis Geburtshaus in der Via Roma in Livorno

Piero Ciampi wurde in der toskanischen Hafenstadt Livorno geboren. Er kam im hafennahen Stadtteil Pontino zur Welt und wuchs dort auf. Viele Biografien heben hervor, dass sein Geburtshaus unmittelbar gegenüber dem des Bildhauers und Malers Amedeo Modigliani liegt.
Ciampis Vater Umberto (1900–1994) war Lederhändler in Livorno, seine Mutter Mira, geb. Poljak (1905–1965), kam gebürtig aus Kroatien. Piero Ciampi hatte zwei Brüder: Paolo (1932–1982) und Roberto (1936–1985). Eine Biografie deutet an, dass die Mutter, die 1965 in einer psychiatrischen Klinik in Volterra starb, das Leben ihrer drei Kinder stark beeinflusst habe, wobei Zeitzeugen sich geweigert hätten, einer Journalistin hierzu Einzelheiten zu berichten.

### Ausbildung und Militärzeit
Ab 1948 lebte Ciampi fünf Jahre lang bei Verwandten in Mailand und besuchte dort das staatliche naturwissenschaftliche Gymnasium „Vittorio Veneto“, das er 1953, ohne die Hochschulreife erlangt zu haben, verließ. Einer Quelle zufolge war er eine Zeitlang Student an der Technischen Fakultät der Universität Pisa; eine andere Quelle bestreitet das. Es gibt keine Hinweise darauf, dass Ciampi eine Berufsausbildung abschloss.
Zurück in Livorno, arbeitete er zunächst im dortigen Hafen als Verkäufer von Schmierölen. Seinen anschließenden Militärdienst in der adriatischen Küstenstadt Fano leistete Ciampi unter anderem zusammen mit dem Komponisten Gian Franco Reverberi ab, mit dem ihn eine lebenslange Freundschaft verband.

### Frauen und Kinder
Piero Ciampi war zweimal verheiratet. Seine erste Frau Brigit Mary Fox, die er im Februar 1962 in Livorno heiratete, war eine 1934 geborene, aus Belfast stammende Irin. Mit ihr hatte Ciampi einen Sohn (Steven; 1963–2010). Das Paar trennte sich noch vor der Geburt des Kindes. Ciampis zweite Ehefrau war die 1941 geborene Italienerin Gabriela Fanali. 1965 wurde die gemeinsame Tochter Mira geboren. Auch die Ehe mit Fanali hielt nur kurz.

### Krankheit und Tod
Ciampi war jahrzehntelang alkoholkrank. Mindestens seit den 1950er-Jahren war er ein starker Trinker. Gian Franco Reverberi zufolge trank Ciampi bereits während seiner Militärzeit regelmäßig. Er karikierte sich selbst in seinem Lied Ha tutte le carte in regola: „Er hat einen melancholischen Charakter, er trinkt wie ein Ire.“
Ciampi galt als schwieriger, streitsüchtiger und sprunghafter Mensch, der seine Wut öffentlich auslebte. Seit Mitte der 1960er-Jahre irritierte er sein Umfeld außerdem durch unangekündigte und unerklärte Wechsel seines Aufenthaltsorts. Freunden erzählte er, er würde verreisen. Sie fanden ihn dann später betrunken in Livorno am Hafen. Manchmal verreiste er auch wirklich, unerwartet und ohne Zielangaben.
Ciampi erkrankte 1979 an Speiseröhrenkrebs und starb im Januar 1980 in einer Klinik in Rom an den Folgen der Krankheit. Einer seiner behandelnden Ärzte war Mimmo Locasciulli, der zu dieser Zeit am Beginn einer eigenen Karriere als Cantautore stand.
Üblicherweise werden Ciampis Verhaltensauffälligkeiten auf seinen jahrzehntelangen Alkoholmissbrauch zurückgeführt. Ergänzend dazu stellt ein medizinischer Beitrag aus dem Jahr 2012 die These auf, dass Ciampi an einer unerkannten bipolaren Störung gelitten habe.

## Künstlerisches Wirken
Ciampi gab seinen Beruf mit „Dichter“ an. Er schrieb Lyrik, die er teilweise selbst vertonte und teilweise von anderen Künstlern vertonen ließ. Einige seiner Werke sang er selbst für Schallplattenaufnahmen. Auch andere italienische Künstler interpretierten Ciampis Gedichte.

### Ciampis Texte
Ciampi beschrieb sich selbst als „wütend“ und charakterisierte sich mit drei Worten: Livorno, Anarchist und Kommunist.
Seine Texte sind melancholische Gedichte über Einsamkeit, über existenzielle Nöte, über seine Lieben und Freundschaften. Sie spiegeln seine schwierigen persönlichen und beruflichen Lebensereignisse wider. Auch Trennungen (Adius) und Sorgerechtsstreitigkeiten (In un palazzo di giustizia) sind Ciampis Themen.
Ciampis Geburtsstadt Livorno spielte in seinen Werken ebenso wie in seinem Leben eine wesentliche Rolle. Er war ihr in Hassliebe verbunden. Die Stadt war sein Rückzugsort nach Krisen, und er widmete ihr mehrere Lieder, darunter  Livorno und Sul porto di Livorno. In einem Interview von 1976 beschrieb er Livorno als eine Insel, auf der er als Robinson Crusoe lebe. Ciampi nahm Livorno als melancholische, überdrehte und widersprüchliche Stadt wahr. Die Widersprüchlichkeit findet sich in vielen seiner Werke.
Viele von Ciampis Texten haben formale Brüche, die teilweise durch rhetorische Brüche unterstützt werden. Ein Beispiel dafür ist Adius, das das Ende einer Beziehung beschreibt. Der erste Teil des Textes ist „eine Liebesrede“, die den Partner unter anderem als „süß“ (dolce) und „frisch“ (fresco) beschreibt. Der Bruch vollzieht sich anlässlich der Frage: „Willst Du bei mir bleiben?“ Auf das darauf folgende „nein“ wird der Text aggressiv zurückweisend und dominiert von einem vielfach wiederholten Ma vaffanculo, das das lyrische Ich zunächst an den bisherigen Partner, schließlich an alle Menschen richtet.

### Karriere als Musiker

#### Anfänge
Ciampis musikalische Anfänge gehen auf die frühen 1950er-Jahre zurück. Nach seiner Rückkehr aus Mailand gründete er mit seinen Brüdern ein Trio, mit dem er gelegentlich in Livorno und Umgebung auftrat. In dieser Formation übernahm Piero Ciampi den Gesang. Nach dem Ende seines Militärdienstes spielte er Kontrabass in einer kleinen Band, die vor allem in Lokalen der Versilia auftrat.
1957 zog Ciampi nach Paris, wo er zeitweise obdachlos war und vom Betteln und von kleinen Diebstählen lebte. Die genaue Dauer des Aufenthalts ist nicht bekannt. Er lernte unter anderem Louis-Ferdinand Céline und Georges Brassens kennen, die ihn beide beeindruckten; außerdem schloss er Freundschaft mit dem gleichaltrigen, damals noch weitgehend unbekannten Leonard Cohen, der sich zu dieser Zeit ebenfalls in Paris aufhielt. Nach einiger Zeit bekam er die Gelegenheit, in kleinen Bars als Chansonnier aufzutreten. Er sang eigenes Material: „Gedichte, die er in betrunkenem Zustand auf die Servietten jener halbleeren und verruchten Bars gekritzelt hatte, die ihn beherbergten“. Ciampi nutzte dabei meist den Künstlernamen Piero Litaliano (sinngemäß: Piero, der Italiener), um auf seine Herkunft hinzuweisen und sich aus der Menge der einheimischen Chansonniers herauszuheben. Nach einem kurzen Aufenthalt in Schweden, wo er neben Luigi Tenco und Giulio Frezza als Gitarrist auf der Bühne stand, kehrte er 1959 in sein Heimatland zurück.

#### Cantautoremit eigenen Aufnahmen
In Italien hatte sich mittlerweile die Figur des Cantautore entwickelt, also des Sängers, der sein eigenes Material interpretiert. Auf Vermittlung von Gian Franco Reverberi erhielt Ciampi 1961 einen ersten Plattenvertrag bei dem neu gegründeten Mailänder Label Bluebell Records, für das er unter dem Namen Piero Litaliano seine ersten, von Franco Crepax produzierten Singles einspielte. Sein damaliger Stil wird als unausgereift beschrieben: „zu italienisch für die Franzosen, zu französisch für die Italiener“. 1962 folgte er Crepax zum etablierten Label CGD. Dort entstand 1963 Ciampis erstes Album, das unter dem Titel Piero Litaliano auf den Markt kam. Die Lieder hatte Ciampi entweder alleine oder in Zusammenarbeit mit Reverbi geschrieben; von Reverbis Orchester kam auch die Begleitmusik. Das Album ist französisch beeinflusst: Ciampis Texte sind teilweise von Célines Figuren inspiriert, sein Gesang erinnert an Jacques Brel. Piero Litaliano wurde von Kritikern als „zwielichtig“, „schläfrig“ und „nebelig“ verrissen und hatte auf dem Markt keinen Erfolg. CGD investierte daher nicht in eine Anschlussproduktion, und Ciampi veröffentlichte in den folgenden sieben Jahren keine eigenen Aufnahmen mehr.
Erst 1970 erhielt Ciampi auf Vermittlung von Gino Paoli, der ihn schätzte und der bereits 1962 eines von Ciampis Liedern aufgenommen hatte, einen Vertrag bei RCA Italiana für ein neues Album unter seinem eigenen Namen. Nachdem Ciampi den von RCA gezahlten Vorschuss für „Wein und für eine Prostituierte“ komplett ausgegeben hatte, ohne auch nur ein Lied aufgenommen zu haben, reichte RCA den Vertrag an das kleine Label Amico weiter, das 1971 das Album Piero Ciampi herausbrachte. Die Lieder des Albums hatte Ciampi in Zusammenarbeit mit dem Komponisten und Arrangeur Gianni Marchetti geschrieben. Marchetti war auf Filmmusik spezialisiert. Seine Fähigkeiten führten dazu, dass die Musik auf diesem Album „keine einfache, überflüssige und eintönige Begleitungen waren, sondern Kommentare, die den Inhalt von Pieros Gedichten bereicherten und aufwerteten“. Ungeachtet dessen blieb auch dieses Album auf dem Markt ohne Erfolg.
Im November 1972 erschien – wiederum bei Amico – Ciampis drittes Album Io e te abbiamo perso la bussola, das die Zeitschrift Rolling Stone 40 Jahre später zu den 100 schönsten italienischen Platten aller Zeiten zählte. Die acht Lieder des Albums kamen wieder von Ciampi und Marchetti; Letzterer war auch Produzent. Die Lieder dieses Albums haben nahezu durchweg autobiografische Züge. Wie schon der Vorgänger hob sich Io e te abbiamo perso la bussola vom Konzept des klassischen Songwritings ab. Marchetti verband bei seinen Kompositionen verschiedene Musikstile miteinander; statt eines Refrains gab es wiederholt instrumentale Zwischenspiele.
Ciampis letztes Studioalbum war Dentro e Fuori von 1976, das bei RCA Italiana erschien. Seine Texte waren „noch düsterer und dekadenter“ als die der vorangegangenen Alben.

#### Ciampis Lieder bei anderen Interpreten

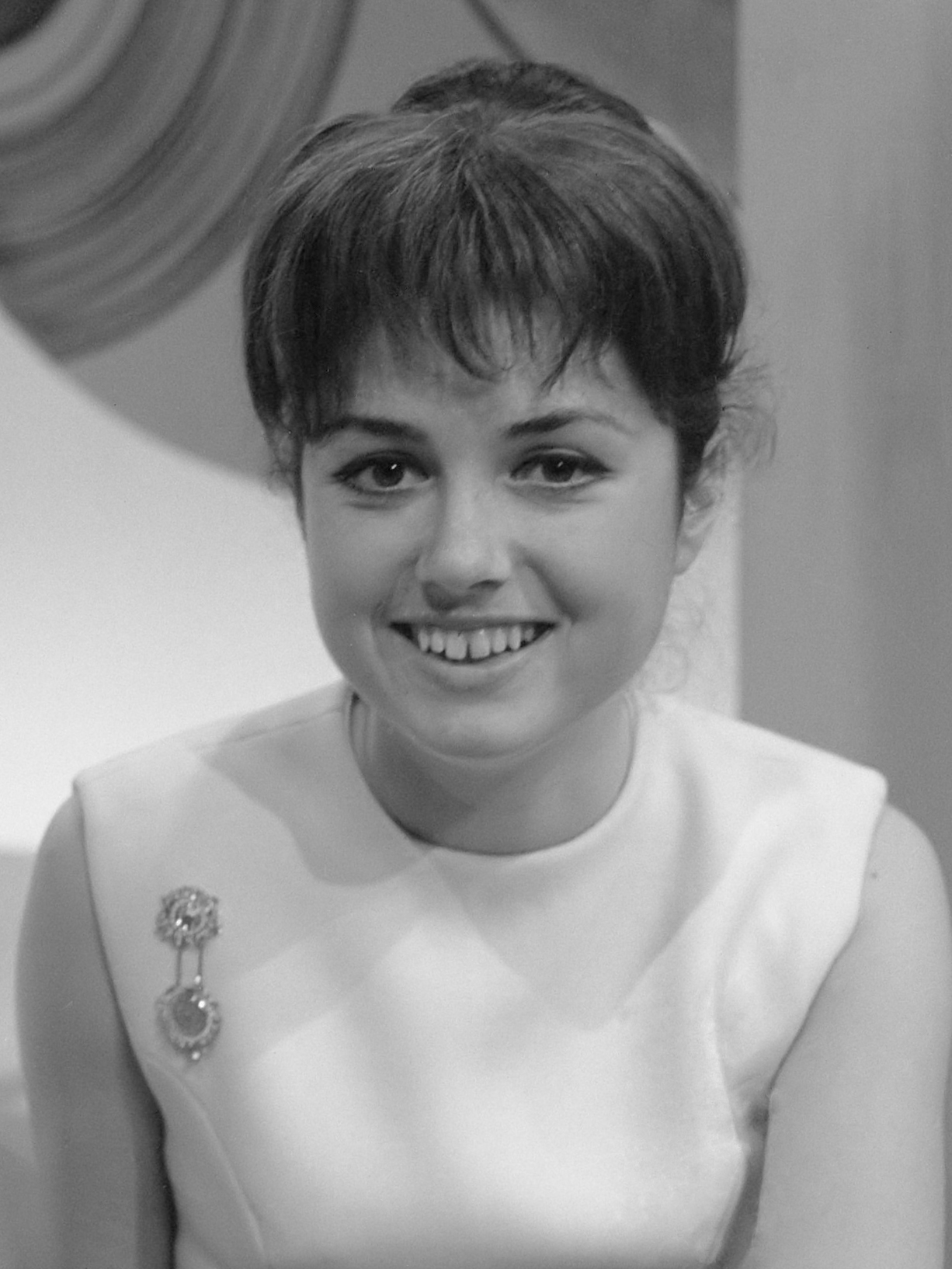
Erfolgreich mit Piero Ciampis Arbeit: Gigliola Cinquetti

Nachdem sein erstes Album 1963 keinen Eindruck auf dem Markt hinterlassen hatte, war Ciampi einige Jahre lang als Texter und Komponist für andere Künstler tätig. Im Auftrag des römischen Labels Ariel schrieb er unter anderem für Gigliola Cinquetti, Milly und Giorgia Moll. Milly hatte 1964 mit Ciampis Autunno a Milano, das er bereits auf seinem eigenen Album selbst interpretiert hatte, einen kleinen Erfolg in Italien, und Cinquetti erreichte mit Ho bisogno di vederti, das Françoise Hardys 1962er Erfolg Tous les garçons et les filles nachempfunden ist, den vierten Platz beim Sanremo-Festival 1965. An diese Erfolge konnte Ciampi in den folgenden Jahren nicht mehr anknüpfen. Ariel stellte 1966 den Betrieb ein. Im folgenden Jahr schrieb Ciampi die Lieder für ein Album der Sängerin Lucia Rango, das 1967 unter dem Titel Lucia Rango Show bei dem Label Sibilla herauskam. Ciampi und Rango nahmen dabei das Lied Non Chiedermi Più als Duett auf, das allerdings nicht ins Album übernommen wurde und jahrzehntelang als verschollen galt. Erst 2022 wurde es auf dem Album Lucia Rango Canta Piero Ciampi veröffentlicht.
Ciampi arbeitete auch in den 1970er-Jahren erfolgreich als Komponist. Er schrieb unter anderem für Pino Pavone, Carmen Villani, Nada und Dalida. 1973 erschien Nadas Album Ho scoperto che esisto anch’io, das ausschließlich Lieder enthielt, die von Ciampi und Marchetti geschrieben waren. Ein ähnliches, von Gino Paoli angestoßenes Projekt mit der Sängerin  Ornella Vanoni kam 1974 nicht zustande, weil Ciampi zu dieser Zeit spurlos verschwunden und nicht zu erreichen war.

### Lyrik
Zu Lebzeiten veröffentlichte Ciampi nur ein Buch: Die Gedichtesammlung 53 Poesie, die 1973 herauskam. Das Buch wurde von dem Schallplattenlabel RCA Italiana herausgegeben, dessen Direktor Ennio Melis Ciampi einige Jahre lang protegierte. Ciampis Texte wurden durch einige Fotografien und Temperazeichnungen des kalabrischen Malers Aldo Turchiaro ergänzt.
Nach seinem Tod wurden weitere Werke Ciampis herausgebracht.

### Bühnenpräsenz
Ciampis Bühnenauftritte waren in den 1970er-Jahren von Unsicherheiten und Skandalen geprägt.
Seine Teilnahme an der 1971er Ausgabe des Festivals Un disco per l’estate wurde von RCA gleichsam erzwungen. Ciampi wollte nicht singen und wurde vom Regisseur der Veranstaltung buchstäblich auf die Bühne gestoßen. Mit seinem Lied L’amore è tutto qui belegte er schließlich den letzten Platz.
Später trat Ciampi fast nur in stark alkoholisiertem Zustand auf. Viele Auftritte brachte er nicht zu Ende, einzelne beendete er bereits nach einem einzigen Lied. Teilweise nahm er hoch dotierte Engagements an, wo er vor wohlhabendem Publikum singen sollte; mit dem er dann jedoch wiederholt  Streit anfing.
Ciampis Auftritt im Club Tenco 1976 wurde mitgeschnitten. 1995 brachte das Label Papiro die Aufnahme als Livealbum unter dem Titel Live al Tenco '76, inediti e provini heraus.

## Rezeption
Piero Ciampi wird rückblickend als einer der bedeutendsten italienischen Poeten der zweiten Hälfte des 20. Jahrhunderts angesehen.
Ciampi war ein Livorneser Bohemien. Viele Rezensenten betonen die Widersprüchlichkeit seines Lebens und seiner Werke: Piero Ciampi sei ein Lebensunfähiger gewesen, der das Leben erklärt. Sein Leben sei ein Leben voller Fehler gewesen: ein Leben, das nicht als Vorbild, sondern als Begleiter unseres eigenen Lebens diente. „Ciampi lebt, liebt, macht Fehler, leidet, versucht zu reagieren und zu verstehen, während der Alkohol, sein Trost, in ihn eindringt. In seinen Gedichten und Liedern steckt das: der innere Konflikt zwischen Gut und Böse, aber auch die Reflexion über Gut und Böse in der Geschichte.“
Die Logik und das Regelwerk des Musikbetriebs seien Ciampi völlig fremd gewesen. Er habe sich sein Leben lang selbst im Weg gestanden. Ciampi sei ein Singer-Songwriter gewesen, der, wenn er gewollt hätte, ganz oben auf dem Podest hätte stehen können, aber das war nicht sein Platz. Im Grunde fühlte er sich wirklich wohl zusammen mit den Bescheidenen, den Besiegten, den Versäumten, den Elenden.
Ciampi habe dem Erfolg jedes Mal ins Gesicht gespuckt und es „wahnsinnig genossen, alles zu vermasseln.“ Ein Autor zog eine Parallele zu dem 1938 spurlos verschwundenen sizilianischen Atomphysiker Ettore Majorana: Wie dieser sei Ciampi auf der Flucht vor seinem eigenen Talent gewesen.

## Diskografie

### Als Piero Litaliano
Studioalbum
- 1963: Piero Litaliano (CGD)

Singles
- 1960: Conphiteor / La grotta dell’amore
- 1961: L’ultima volta che la vidi / Quando il vento si leva
- 1961:  Fino all’ultimo minuto / Qualcuno tornerà
- 1961:  Autunno a Milano / Hai lasciato a casa il tuo sorriso
- 1962:  Confesso / Non siamo tutti eroi
- 1962:  Lungo treno del Sud / Non siamo tutti eroi
- 1962:  Fra cent’anni / Confesso
- 1962:  Alé Alé / Fra cent’anni

### Als Piero Ciampi
Studioalben
- 1971: Piero Ciampi (Amico)
- 1973: Io e te abbiamo perso la bussola (Amico)
- 1976: Dentro e fuori (RCA)

Singles
- 1965:  Un giorno o l’altro ti lascerò / E va bene
- 1965:  Ho bisogno di vederti / Chieder perdono non è peccato
- 1970:  Tu no / Barbara non c’è
- 1971:  L’amore è tutto qui / Il vino
- 1972:  Il giocatore / 40 soldati 40 sorelle
- 1973:  Io e te, Maria / Te lo faccio vedere chi sono io
- 1975:  Andare camminare lavorare / Cristo tra i chitarristi
- 1975:  Uffa che noia / Canto una suora

## Bücher von Piero Ciampi
- 53 poesie, Rom, RCA, 1973
- Canzoni e poesie, Rom, Lato side, 1980.
- Ho solo la faccia di un uomo, Marano Lagunare, GET, 1985.
- Tutta l’opera, Mailand, Arcana, 1992.

## Premio Ciampi
Piero Ciampi ist Namensgeber des Musikwettbewerbs Premio Ciampi, der seit 1995 jährlich in Livorno ausgetragen wird. Der Hauptwettbewerb ist unveröffentlichten Liedern vorbehalten. Daneben gibt es weitere Wettbewerbe für das beste Aufnahmedebüt und für die beste Coverversion eines Piero-Ciampi-Liedes. Die Preise werden im Oktober eines jeden Jahres im Rahmen mehrtägiger Konzertveranstaltungen verliehen.